# Nikolai Roslavets
Nikolai Andreievich Roslavets (Dushatino, 5 de janeiro de 1881 — Moscou, 23 de agosto de 1944) foi um compositor modernista russo de origem bielorussa e ucraniana. Roslavets era um pensador modernista e cosmopolita convicto; sua música foi oficialmente suprimida a partir de 1920.
Estudou no Conservatório de Moscou. A partir de 1920, suas composições ganham o respeito dos aficcionados da música moderna. Compôs um Concerto para Violino e Orquestra (1925), Sonatas para Violino, Sonatas para Viola, canções, obras, corais e várias peças para piano.
Sua música para piano revela um mundo sonoro denso e misterioso, que sugere influências de Debussy e Scriabin, e, até certo ponto, Schoenberg.

## Estilo
Enquanto ainda era estudante, Roslavets se envolveu em vigorosos debates artísticos provocados pelo futurismo russo e era próximo de artistas como Kasimir Malevich, Aristarkh Lentulov, Vasily Kamensky, David Burliuk e outros. Profundamente influenciado pelas obras posteriores de Scriabin e seu acorde místico, a busca de Roslavets por uma linguagem pessoal começou não depois de 1907; levou-o a propor um "novo sistema de organização sonora" baseado em "acordes sintéticos" que contêm tanto o material sonoro horizontal quanto o vertical para uma obra (um conceito próximo ao do serialismo dodecafônico de Schoenberg). Após um artigo de Vyacheslav Karatygin, publicado em fevereiro de 1915, Roslavets foi algumas vezes chamado de "o Schoenberg russo", mas em 1914 Nikolay Myaskovsky já havia enfatizado a natureza original do estilo de Roslavets. Em um artigo publicado em 1925, o crítico Yevgeni Braudo apontou que isso não era mais útil do que chamar Schoenberg de "o Debussy alemão". Embora na década de 1920 Roslavets tenha criticado Scriabin por causa de sua "simplificação excessiva", o "novo sistema de organização sonora" foi primeiramente inspirado pelas ideias e conceitos de Scriabin, conforme transmitidos por Leonid Sabaneyev, um amigo próximo de Scriabin e Roslavets.
Embora o "novo sistema de organização sonora" regule toda a escala cromática de doze tons, a maioria dos "acordes sintéticos" de Roslavets consistem de seis a nove tons. Na década de 1920, Roslavets desenvolveu seu sistema, expandindo-o para abranger contraponto, ritmo e forma musical, ao mesmo tempo em que elaborava novos princípios de ensino. Nos romances e composições instrumentais de câmara anteriores de Roslavets, esses conjuntos já eram elaborados lado a lado com tonalidade expandida e atonalidade livre. As formas maduras deste "novo sistema de organização sonora" são típicas das peças compostas entre 1913 e 1917, como Sad Landscapes (1913), Three Compositions for Voice and Piano (1913), String Quartet No. 1 (1913), Four Compositions for Voice and Piano (1913–14), e as Piano Sonatas Nos. 1 (1914) e 2 (1916, reconstruídas por Eduard Babasian).
Após a Revolução de Outubro, Roslavets fez uma contribuição importante para a "propaganda revolucionária na música" em composições como a cantata October (1927) e inúmeras canções. No entanto, seu poema sinfônico Komsomoliya (1928), demonstra uma maestria extraordinária, uma técnica composicional muito complexa e altamente moderna, longe da simplificação típica de "obras de propaganda".
Em Tasquente, ele se voltou por um tempo para trabalhar com material folclórico, produzindo entre outras obras o primeiro balé uzbeque, Pakhta (Algodão). As obras de seus últimos anos em Moscou mostram uma simplificação de sua linguagem característica para admitir uma concepção expandida de tonalidade (por exemplo, nos 24 Prelúdios para violino e piano), mas ainda são altamente profissionais. Entre as composições posteriores de Roslavets, a sinfonia de câmara (1934–35) demonstra um dos picos de seu "novo sistema de organização sonora" em sua fase posterior.

## Principais Obras
- Noturno para violino e piano
- Sonata para piano n.º 1
- Sonata para piano n.º 2
- Sonata para piano n.º 5
- Sonata para violoncelo n.º 1
- Sonata para violino n.º 1
- Trio para piano n.º 2
- Três Estudos n.º 3